# یفیم گلشف
یفیم گلشف (اوکراینی: Юхим Голишев؛ ۲۰ سپتامبر ۱۸۹۷ – ۲۵ سپتامبر ۱۹۷۰) نقاش، و آهنگساز اهل امپراتوری روسیه بود.